# Balle (Silkeborg)
 For alternative betydninger, se Balle. (Se også artikler, som begynder med Balle)
Balle er en bydel tilhørende Silkeborg i Østjylland. Balle Kommune blev en del af Silkeborg ved kommunalreformen i 1970. Bydelen er beliggende i den nordvestlige del af Silkeborg to kilometer nordvest for Silkeborg centrum. Bydelen tilhører Silkeborg Kommune og er beliggende i Balle Sogn. I Balle findes bl.a. Balle Kirke.